# Ramphastos
Ramphastos – rodzaj ptaków z podrodziny tukanów (Ramphastinae) w obrębie rodziny tukanowatych (Ramphastidae).

## Zasięg występowania
Rodzaj obejmuje gatunki występujące w Meksyku, Ameryce Środkowej i Południowej.

## Morfologia
Długość ciała 42–61 cm; masa ciała 265–860 g. Rodzaj ten skupia największych przedstawicieli rodziny. Różnice międzygatunkowe w ich kolorystyce zaznaczone są głównie na szyi i piersi, dziobie oraz w okolicy oczu. Kolor kupra oraz piór okolic kloaki również zmienny, czerwony, żółty albo biały.

## Systematyka

### Etymologia
- Ramphastos: Ulisses Aldrovandi w 1599 roku zapisał z błędem nazwę „Ramphastos” bazując na „Ramphestes” Gessnera z 1560 roku (gr. ῥαμφηστης rhamphēstēs „nosaty”, od ῥαμφη rhampē „dziób”), błędna nazwa została następnie przejęta przez Linneusza[11].
- Bucco: łac. bucca „policzek, zwłaszcza gdy jest nadęty” (nazwa Bucco pierwotnie stosowana była na określenie tukanów i pstrogłowów ze względu na ich pełne policzki)[12]. Gatunek typowy: Ramphastos tucanus Linnaeus, 1758.
- Tucaius: epitet gatunkowy Ramphastos tucai Lichtenstein, 1823[a]; guar. Tukâ-í „mały tukan”, nazwa używana na określenie tukana lub arasari[13]. Gatunek typowy: Ramphastos dicolorus Linnaeus, 1766.
- Burhynchus: gr. βου- bou- „ogromny”, od βους bous „byk”; ῥυγχος rhunkhos „dziób”[14]. Gatunek typowy: Ramphastos sulfuratus Lesson, 1830.
- Tucanus: epitet gatunkowy Ramphastos tucanus Linnaeus, 1758; guar. Tu-kán „silny młotnik”, nazwa używana na określenie tukana[15]. Gatunek typowy: Ramphastos tucanus Linnaeus, 1758.
- Ramphodryas: gr. ῥαμφος rhamphos „dziób”; δρυας druas, δρυαδος druados „driada, nimfa drzewna”, od δρυς drus, δρυος druos „drzewo”[16]. Gatunek typowy: Ramphastos ariel Vigors, 1826.
- Dinorhamphus: gr. δεινος deinos „potężny”; ῥαμφος rhamphos „dziób”[17]. Nowa nazwa dla Tucanus Cassin, 1867 ze względu na puryzm.
- Machlostomus: gr. μαχλος makhlos „lubieżny, rozwiązły”; στομα stoma, στοματος stomatos „usta”[18]. Nowa nazwa dla Tucaius Bonaparte, 1854 ze względu na puryzm.

### Podział systematyczny
Do rodzaju należą następujące gatunki:
- Ramphastos toco Statius Müller, 1776 – tukan wielki
- Ramphastos ambiguus Swainson, 1823 – tukan czarnodzioby
- Ramphastos tucanus Linnaeus, 1758 – tukan czerwonodzioby
- Ramphastos sulfuratus Lesson, 1830 – tukan tęczodzioby
- Ramphastos dicolorus Linnaeus, 1766 – tukan zielonodzioby
- Ramphastos brevis Meyer de Schauensee, 1945 – tukan górski
- Ramphastos vitellinus M.H.C. Lichtenstein, 1823 – tukan żółtogardły